# シークレット・オブ・モンスター
『シークレット・オブ・モンスター』（原題：The Childhood of a Leader）は、2015年制作のイギリス・フランス・ハンガリーのミステリ映画。
哲学者としても著名なジャン＝ポール・サルトルの短編小説「一指導者の幼年時代」（L'Enfance d'un chef 、1938年）を原作に、癇癪持ちの少年がヒトラーを彷彿とさせる独裁者へと変貌していく過程を描く。俳優ブラディ・コーベットの初監督映画。

## あらすじ
1918年、1人のアメリカ人の男が家族と共にパリにやってきた。彼は第一次世界大戦の講和条約であるヴェルサイユ条約締結のため、アメリカ政府から派遣された男だった。
彼には神への深い信仰心をもつドイツ人の妻と、プレスコットという美少女のような息子がいた。しかし、プレスコットは終始何かに不満を抱え、教会への投石や部屋での籠城などの不可解な言動を繰り返し、両親を困らせる。
やがて周囲の心配をよそに、プレスコットの性格は次第に恐ろしいほど歪んでいく。そして、ヴェルサイユ条約調印後のある夜、ついに彼の中に宿っていた怪物がその本性を現す。

## キャスト
- 母親：ベレニス・ベジョ
- 父親：リアム・カニンガム
- プレスコット / 少年：トム・スウィート
- “アダ” アデレイド：ステイシー・マーティン
- チャールズ・マーカー：ロバート・パティンソン
- 大人のプレスコット / 独裁者：ロバート・パティンソン
- モナ：ヨランド・モロー
- 神父：ジャック・ブーデ（英語版）

## 評価
- 第72回ヴェネツィア国際映画祭（オリゾンティ部門）監督賞・初長編作品賞受賞[5][6][7]。